# Life Is but a Dream...
Life Is but a Dream... (en español: La vida no es más que un sueño...) es el octavo álbum de estudio de la banda estadounidense de heavy metal Avenged Sevenfold, que fue lanzado el 2 de junio de 2023 a través de Warner Bros. Su lanzamiento sigue casi siete años después de su predecesor The Stage (2016), marcando la brecha más larga entre los álbumes de estudio de la banda. También es el primer álbum que presenta contribuciones de Jimmy "The Rev" Sullivan desde Nightmare (2010). Similar a The Stage, Life Is but a Dream... fue producido por la banda con Joe Barresi. Marca el regreso de la banda a Warner luego de una disputa legal entre la banda y Warner Music a mediados de la década de 2010.
Life Is but a Dream... recibió elogios de los críticos musicales por sus temas, enfoque experimental y combinación de influencias y géneros. A pesar de los elogios de la crítica, el álbum tuvo menos éxito comercial que los álbumes anteriores de la banda.

## Antecedentes
La escritura y grabación de Life Is but a Dream... se inició en 2018 y comenzó en 2022. La gran parte del álbum se escribió a fines de 2020, aunque la Pandemia de COVID-19 prolongó la etapa de grabación del álbum, principalmente debido a preocupaciones sobre viajar durante la pandemia. La banda también expresó su descontento con la idea de lanzar el álbum sin poder promocionarlo con una gira. El cantante de Avenged Sevenfold, M. Shadows, consideró que el álbum estaba completo en un 70 por ciento en febrero de 2021, y aún quedaban elementos como la mezcla y la grabación de secciones orquestales. La grabación de las secciones orquestales se terminó en febrero de 2022, con el baterista Brooks Wackerman promocionando en las redes sociales que el álbum ahora estaba completo en un 90 por ciento. Andy Wallace, el mezclador de la banda desde hace mucho tiempo, terminó de mezclar el álbum en septiembre de 2022, y Wackerman declaró en las redes sociales que el álbum ahora estaría listo para su lanzamiento en 2023. El álbum se inspiró en la escritura y la filosofía de Albert Camus.

## Composición
Musicalmente, Life Is But a Dream... ha sido descrito como un álbum de avant-garde metal y metal progresivo. Líricamente, el álbum se inspiró en la escritura y la filosofía de Albert Camus, siendo el existencialismo y el absurdo dos temas principales a lo largo del álbum. La novela corta de Camus de 1942, El extranjero, fue particularmente influyente en las letras de canciones como "Nobody". Shadows y el guitarrista Synyster Gates crearon una demostración de "Nobody" después de inspirarse en una pintura, también titulada "Nobody", creada por Wes Lang, quien luego dirigió la dirección de arte y creó la portada de Life Is But a Dream... M. Shadows también ha declarado sobre la dirección de la banda que la música del álbum se inspiró en gran medida en la música electrónica y el hip hop.[15] Shadows y Gates también se inspiraron en gran medida en sus experiencias con drogas psicodélicas, en particular 5-MeO-DMT.

## Lanzamiento y promoción
Avenged Sevenfold comenzó a mostrar material nuevo en febrero de 2023 con una búsqueda del tesoro en línea que comenzó con el supuesto pirateo de sus cuentas de redes sociales, alegando que se cancelaron ciertas apariciones en festivales de música. La búsqueda del tesoro se centró en un usuario de Reddit llamado "Libad5343", el presunto pirata informático de las cuentas de redes sociales de la banda y su blog, que incluía artículos escritos con ChatGPT e imágenes generadas por DALL-E 2. Finalmente, una de las pistas apareció coordenadas que conducen a The Ritz, un lugar de música en San José, California, que tenía escrito "Libad5343 Presents Nobody" en su letrero, con una frase oculta que indicaba a las personas que se reunieran en el lugar a la medianoche del 6 de marzo de 2023. Sobre la búsqueda del tesoro Una vez completado, los fanáticos fueron recompensados con un video de YouTube no listado que tenía una cuenta regresiva establecida para las 8 a. m. PT del 14 de marzo. Poco después, la banda confirmó la legitimidad del video de cuenta regresiva.
El sencillo principal, "Nobody", fue lanzado el 14 de marzo, acompañado de un video musical dirigido por Chris Hopewell. El mismo día, la banda también reveló los detalles de Life Is but a Dream..., incluida la fecha de lanzamiento y la portada, que fue diseñada por Wes Lang.
Life Is but a Dream... está programado para su lanzamiento el 2 de junio de 2023 a través de Warner Records en formato digital y físico. Será el primer álbum de estudio de Avenged Sevenfold lanzado a través de Warner desde Hail to the King (2013), ya que lanzaron The Stage (2016) a través de Capitol Records luego de una batalla legal con Warner Music. Life Is but a Dream... incluirá los 11 variaciones de color diferentes para su lanzamiento en vinilo, la mayoría de las cuales son exclusivas de un minorista respectivo..

## Lista de canciones
| N.º | Título                                  | Duración |  |
| 1.  | «Game Over»                             | 3:46     |  |
| 2.  | «Mattel»                                | 5:30     |  |
| 3.  | «Nobody»                                | 5:53     |  |
| 4.  | «We Love You»                           | 6:15     |  |
| 5.  | «Cosmic»                                | 7:31     |  |
| 6.  | «Beautiful Morning»                     | 6:32     |  |
| 7.  | «Easier»                                | 3:37     |  |
| 8.  | «G»                                     | 3:37     |  |
| 9.  | «(O)rdinary»                            | 2:52     |  |
| 10. | «(D)eath»                               | 3:19     |  |
| 11. | «Life Is but a Dream...» (Instrumental) | 4:29     |  |

## Personal
Avenged Sevenfold
- M. Shadows: Voz principal.
- Synyster Gates: Guitarra líder, coros, piano.
- Zacky Vengeance: Guitarra rítmica, coros.
- Johnny Christ: Bajo, coros.
- Brooks Wackerman: Batería.